# Myotis yesoensis
Myotis yesoensis es una especie de murciélago de la familia Vespertilionidae.

## Distribución geográfica
Se encuentra solo en el Japón.